# Aleksandr Panajotov Aleksandrov
Aleksandr Panajotov Aleksandrov (Bulgaars: Александър Панайотов Александров) (Omoertag, 1 december 1951) is een Bulgaars voormalig ruimtevaarder. In 1988 werd hij de tweede Bulgaar in de ruimte. 
Aleksandrov’s eerste en enige ruimtevlucht was Sojoez TM-5 en begon op 7 juni 1988. Het was de vijfde Russische expeditie naar het Ruimtestation Mir en maakte deel uit van het Sojoez-programma.
Aleksandrov ontving meerdere onderscheidingen en titels, waaronder Held van de Sovjet-Unie, Medaille van verdienste voor ruimteonderzoek en de Leninorde.